# Peugeot 806 Runabout
La Peugeot 806 Runabout est un prototype / concept car grand luxe, du constructeur automobile français Peugeot. Inspiré des bateaux runabout du monde du motonautisme et de la plaisance, il est présenté au salon de l'automobile de Francfort 1997, et exposé au musée de l'Aventure Peugeot de Sochaux.

## Historique
Ce monospace, au design néo-rétro luxueux et raffiné, sur base de Peugeot 806 (1994-2002), est inspiré du monde nautique des bateaux runabout, des yachts, des véhicules amphibies, des véhicules runabout, roadster, cabriolet, et des pick-up américain...

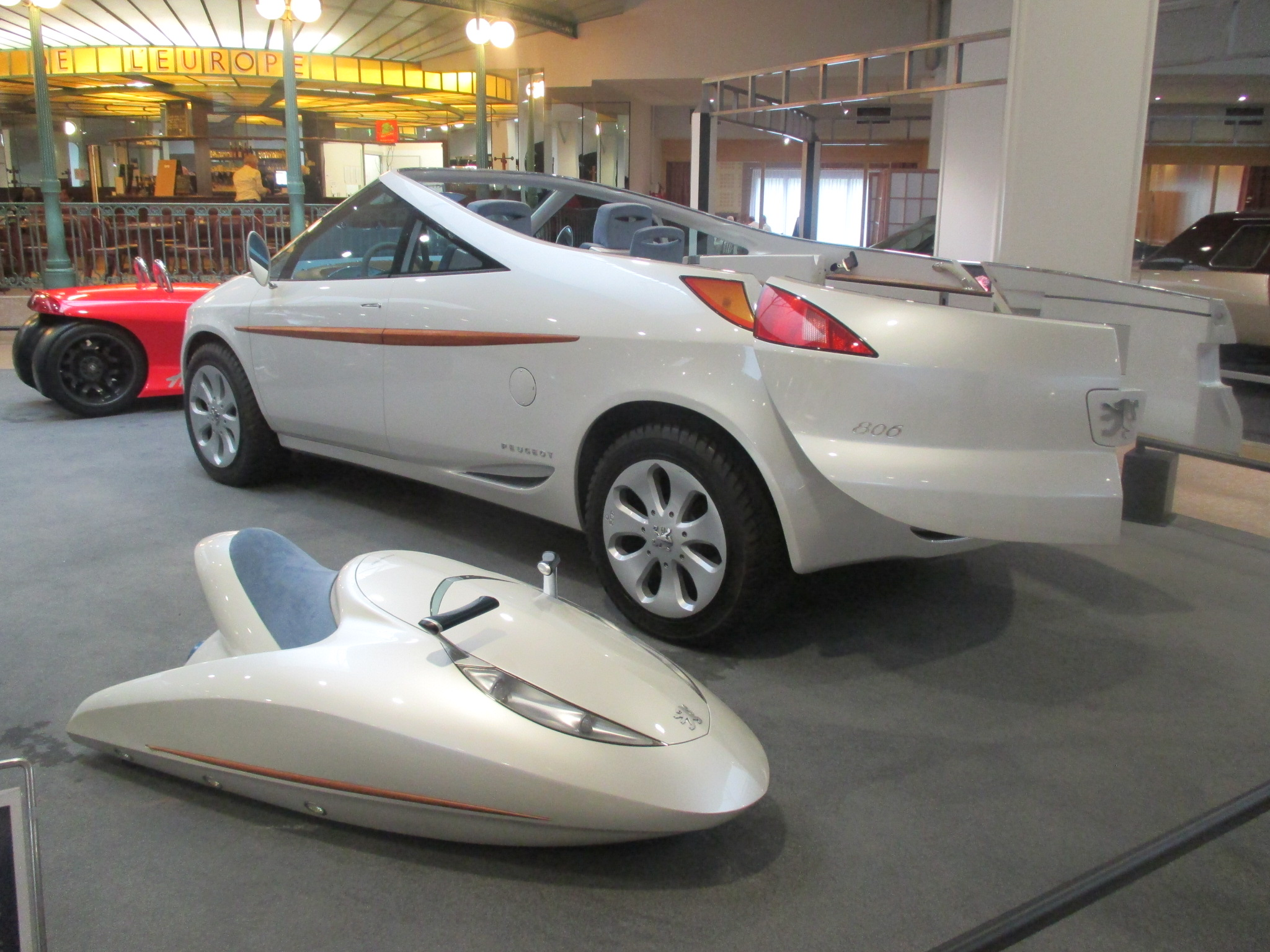
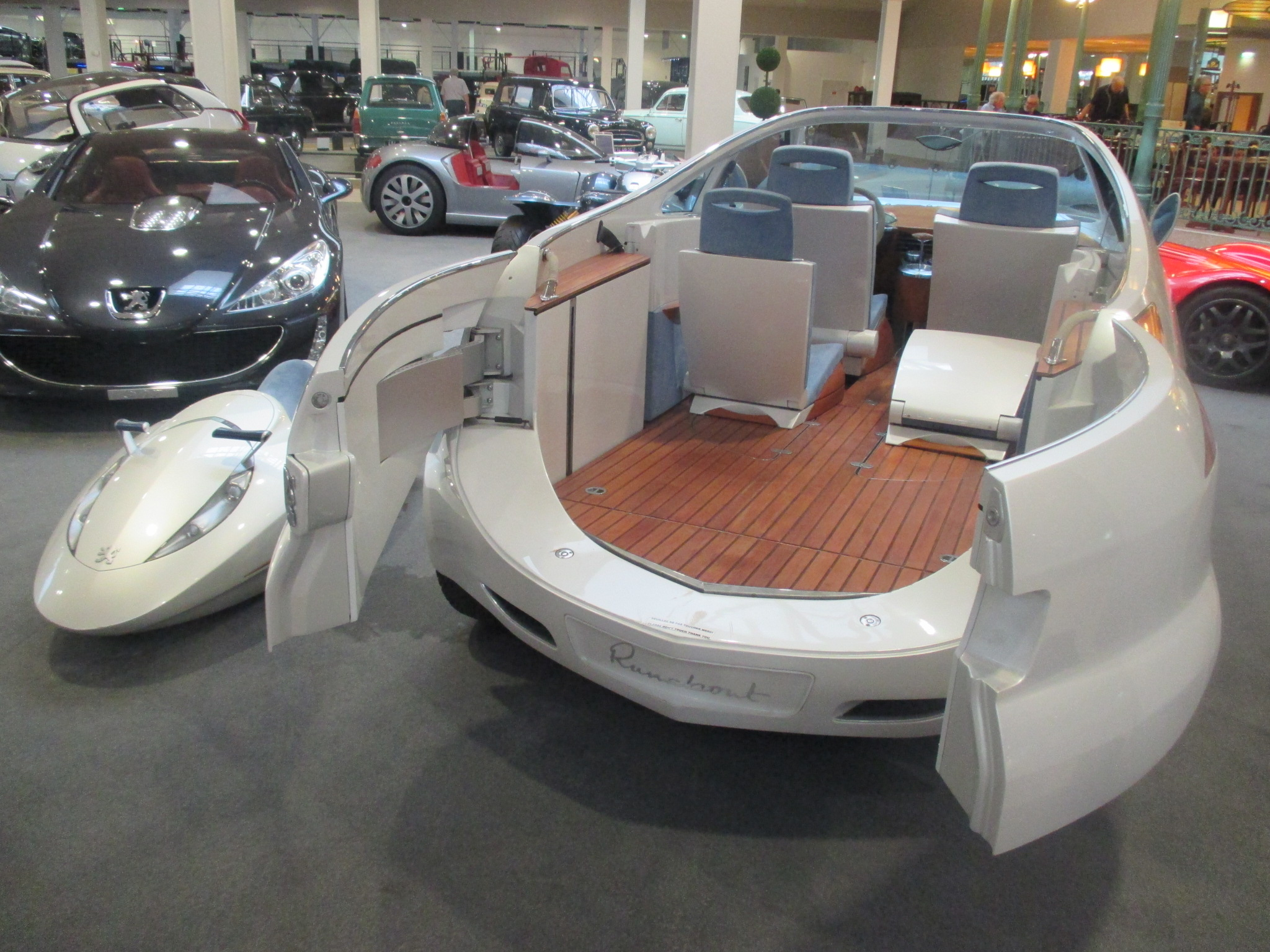
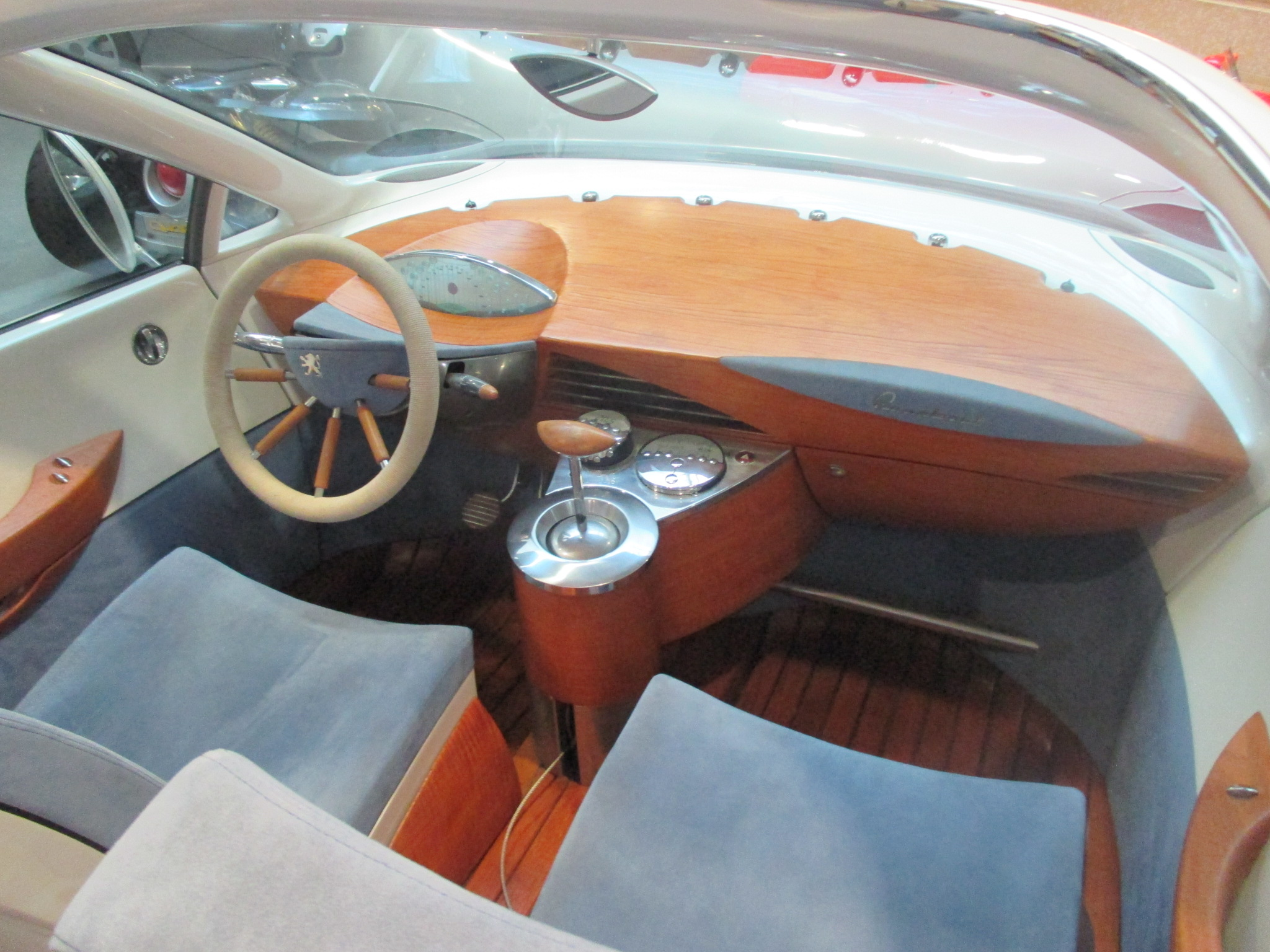

Ce prototype est motorisé par un nouveau moteur V6 PSA ES / Renault L en aluminium de 1997, de 3 litres, 24 soupapes, pour 191 chevaux, associé à une boîte de vitesses robotisée automatique 4 rapports autoadaptative à gestion électronique.
Il reprend des matériaux traditionnels de construction de bateau de plaisance de luxe avec : 
- coque couleur blanche perle nacré, vitres teintés bleues, jantes magnésium
- pont arrière, tableau de bord, et habillages divers en teck massif verni, acier inoxydable, chrome
- sièges en alcantara bleu, volant habillé en corde de marine, Hardtop rétractable en toile (rangé dans le coffre),
- 2 ou 4 places modulaires (sièges avant orientables vers l'arrière, et sièges arrière rétractables)
- pont arrière mobile : solarium ou  rampe de chargement et de transport pour un scooter de mer, avec treuil et winch d'aide au chargement...
- hautes technologies avant-gardistes (pour l'époque) : boîte de vitesses robotisée, climatisation, mini réfrigérateur dans la porte passager, double coussin gonflable de sécurité (« airbag »), son Hi-Fi, amplificateur audio à lampes, chargeur de disque compact, plip (clé électronique), alarme...